# Medal of Honor (videójáték-sorozat)
A Medal of Honor egy first-person shooter videojáték sorozat. Az első játékot a DreamWorks Interactive fejlesztőcsapat készítette és az Electronic Arts adta ki a Playstation-re 1999-ben. A Medal of Honor sorozatként született többszörös terjeszkedéssel és további játékok követték különféle konzol platformokra és személy számítógépekre.
Az első tizenkét fejezet a Második Világháború idején zajlik. A fő karakterek általában a Stratégiai Szolgálati Iroda (Office of Strategic Services) (OSS) elit tagjai,a későbbi játékok a modern hadviselésre fókuszálnak. Az első három játék történetét Steven Spielberg filmrendező és producer készítette. A sorozat zenéjét Michael Giacchino, Christopher Lennertz és Ramin Djawadi komponálta.

## Fejlesztés
A sorozat 1999-ben indult Medal of Honor címen. A játékot a Dreamworks Interactive fejlesztőcsapat készítette, a történetért Steven Spielberg filmrendező felelt. A játék 1999. október 31-én jelent meg kizárólag Playstation konzolra. Spielberg-et ihlette meg azzal az ötlettel, mikor a rendező 1998-ban rendezte a második Világháborús drámáját a Ryan közlegény megmentését, gondolta, hogy csinálnának egy világháborús videójátékot, Spielberg rendezésével. Miután kiadták a játékot, amire senki se számított, orbitális nagy siker lett.
2000-ben, A Medal of Honor: Underground, egy folytatás lett, ami Playstation és Game Boy Advance platformra jelent meg. Medal of Honor: Allied Assault, a harmadik játék, a 2015, Inc. cég csinálta, és ezt már PC-re, Mac OS X és Linux rendszer-e jelent meg 2002 Januárjában. Az Allied Assault-nak lett két kiegészítő lemeze Spearhead (2002) és Breakthrough (2003) címen. Negyedik felvonásként Medal of Honor: Frontline címen jelent meg először Playstation 2-n 2002 májusában, majd Nintendo Gamecube és Xbox-ra jelent meg 2002 novemberében. 2010-ben viszont kapott egy HD felújított változatot Playstation 3-ra a Medal of Honor (2010) rebootolt sorozatához. A Medal of Honor: Rising Sun, az ötödik a szériában, Playstation 2-re, Xbox-ra és GameCube-ra jelent meg 2003-ban (egy tervezett folytatást viszont elkaszáltak a játék vegyes fogadtatása miatt). A hatodik játéka, a Medal of Honor: Infiltrator, ami Game Boy Advance-re adtak ki 2003-ban. Medal of Honor: Pacific Assault a hetedik a szériában, PC-re, Mac OS X-re és Linux rendszer-re jelent meg 2004-ben. Ezután követte a Medal of Honor. European Assault, a nyolcadik a szériában, Playstation 2-re, Xbox-ra, és Nintendo GameCube-ra jelent meg 2005-ben. Medal of Honor: Heroes, egy spin-off és a kilencedik része a szériának, Playstation Portable konzolra jelent meg 2006-ban. Medal of Honor: Vanguard, a tizedik a listán, Playstation 2-re és Nintendo Wii konzolra jelent meg 2007-ben. Medal of Honor: Airborne, a tizenegyedik része a szériának, Playstation 3-ra, Xbox 360-ra, és PC-re fejlesztettek és adtak ki 2007. szeptember 4-én, ez volt az első nonlinear játék a sorozatban. A tizenkettedik, a Medal of Honor: Heroes 2, Playstation Portable és Nintendo Wii konzolra jelent meg 2007. November 13-án, ez a Heroes spin-off szériának a folytatása. A tizenharmadik a szériának, Medal of Honor (2010), ami 2008-ban a bejelentés idején eredetileg a címe Medal of Honor. Operation Anaconda lett volna. A játékot a Danger Close Games fejlesztette, egy videojáték fejlesztő csapat összeegyesültek az EA Los Angeles csapattal 2008-ban. A Medal of Honor (2010) Playstation 3-ra, Xbox 360-ra és PC-re jelent meg 2010. október 12-én. A játék többjátékos részét a Battlefield sorozat csapatja készítette. Ez az első játék a szériának, ami a modern hadviselést ötvözi. A játék pozitív értékelést kapott kritikailag és kereskedelmi siker lett. Ezután jött a tizennegyedik része, és a közvetlen folytatása, a Medal of Honor: Warfighter, ami Xbox 360-ra, Playstation 3-ra és PC-re jelent meg. A történetét egy valódi U.S Tier 1 operátor írta, valódi események alapján. Ez volt az első játék a szériában, amit az EA Digital Illusions CE által nevezett Frostbite 2 grafikus motorral hajtott. A Warfighter mind kritikailag és kereskedelmileg is hatalmas bukás lett. 2013 januárjában, Peter Moore az Electronic Arts vezetője bejelentette, hogy a Medal of Honor sorozat csődbe ment a Medal of Honor Warfighter alacsony eladása és fogadtatása miatt. 2019. szeptember 25-én, a Respawn Entertainment csapata bejelentette a Medal of Honor: Above and Beyond címmel érkező játékot, ami Oculus VR-re jelent meg 2020. december 11-én.

## Játékok
| Év   | Cím                                         | Fejlesztő(k)                                   | Platform                     | Platform          | Platform         | Platform  |
| ---- | ------------------------------------------- | ---------------------------------------------- | ---------------------------- | ----------------- | ---------------- | --------- |
| Év   | Cím                                         | Fejlesztő(k)                                   | Sony                         | Microsoft         | Nintendo         | Egyéb     |
| 1999 | Medal of Honor                              | DreamWorks Interactive                         | Playstation                  | N/A               | N/A              | N/A       |
| 2000 | Medal of Honor: Underground                 | DreamWorks Interactive, Rebellion Developments | Playstation                  | N/A               | Game Boy Advance | N/A       |
| 2002 | Medal of Honor: Allied Assault              | 2015, Inc.                                     | N/A                          | Windows           | N/A              | Mac OS X  |
| 2002 | Medal of Honor: Frontline                   | EA Los Angeles                                 | Playstation 2, Playstation 3 | Xbox              | Gamecube         | N/A       |
| 2002 | Medal of Honor: Allied Assault Spearhead    | 2015, Inc.                                     | N/A                          | Windows           | N/A              | Mac OS X  |
| 2003 | Medal of Honor: Allied Assault Breakthrough | TKO Software                                   | N/A                          | Windows           | N/A              | Mac OS X  |
| 2003 | Medal of Honor: Rising Sun                  | EA Los Angeles                                 | Playstation 2                | Xbox              | Gamecube         | N/A       |
| 2003 | Medal of Honor: Infiltrator                 | Netherock Ltd.                                 | N/A                          | N/A               | Game Boy Advance | N/A       |
| 2004 | Medal of Honor: Pacific Assault             | EA Los Angeles                                 | N/A                          | Windows           | N/A              | N/A       |
| 2005 | Medal of Honor: European Assault            | EA Los Angeles                                 | Playstation 2                | Xbox              | Gamecube         | N/A       |
| 2006 | Medal of Honor: Heroes                      | Team Fusion                                    | Playstation Portable         | N/A               | N/A              | N/A       |
| 2007 | Medal of Honor: Vanguard                    | EA Los Angeles, Budcat Creations               | Playstation 2                | N/A               | Wii              | N/A       |
| 2007 | Medal of Honor: Airborne                    | EA Los Angeles                                 | Playstation 3                | Xbox 360, Windows | N/A              | N/A       |
| 2007 | Medal of Honor: Heroes 2                    | EA Los Angeles, EA Canada                      | Playstation Portable         | N/A               | Wii              | N/A       |
| 2010 | Medal of Honor                              | Danger Close Games, EA Digital Illusions CE    | Playstation 3                | Xbox 360, Windows | N/A              | N/A       |
| 2012 | Medal of Honor: Warfighter                  | Danger Close Games                             | Playstation 3                | Xbox 360, Windows | N/A              | N/A       |
| 2020 | Medal of Honor: Above and Beyond            | Respawn Entertainment                          | N/A                          | Windows           | N/A              | Oculus VR |

## Játékmenet
A játékmenet eredetileg a Stratégiai Szervezetek Irodájára (OSS) fókuszál, ami egy amerikai kémkedési szervezet a Második Világháború alatt, hangsúlyt helyez főleg hamis papírok és hangtompítós pisztoly használatára, de a széria összpontosít nyílt világú elemekre a játékokban, lehetővé a játékosnak van lehetősége minden egyes szint lineáris pályáin. Az erőszak, legfeljebb a Medal of Honor: Rising Sun fejezetében nincs vér és egyszerű, amiben általában bonyolultabb animációkkal áll össze, míg a Medal of Honor: Pacific Assault erőszakosabb és továbbiakban tartalmazz vérpermeteket.

## Összeállítások
- Medal of Honor: Allied Assault Deluxe Edition, 2003-ban jeent meg Windows-ra és Mac OS rendszerre, ami tartalmazza a Medal of Honor: Allied Assault fő játékát, és a Medal of Honor: Allied Assault Spearhead kiegészítő lemezét, két stratégiai útmutatót, egy zenei cd-t a Medal of Honor: Allied Assault-tól, és egy előnézetet a Medal of Honor: Pacific Assault-hoz.
- Medal of Honor Allied Assault: War Chest, 2004-ben jelent meg Windows és Mac OS rendszerre, ami tartalmazza a Medal of Honor: Allied Assault fő játékát, a Medal of Honor: Allied Assault Spearhead és Medal of Honor: Allied Assault Breakthrough kiegészítő lemezeit.
- Medal of Honor Collection, 2007. Március 6-án jelent meg Playstation 2-re, ami három játékot tartalmazz: Medal of Honor: Frontline, Medal of Honor: Rising Sun, és a Medal of Honor: European Assault.
- Medal of Honor 10th Anniversary Bundle, 2008. Szeptember 22-én jelent meg PC-re, tartalmazva a Medal of Honor: Allied Assult-ot, mindkét kiegészítőjét a Spearhead-et és a Breakthrough-t, Medal of Honor: Pacific Assault Director's Edition (Rendezői kiadását), és a Medal of Honor: Airborne-t. A csomaghoz tartozik a 10th Anniversary Medal of Honor zenei albuma Michael Giacchino-tól.

## Fogadtatás
A játékok kaptak negatív, vegyes, és pozitív visszajelzéseket, a sorozat legelismertebb címével a Medal of Honor (1999)-el. 2016-ig, a sorozat több mint 39 millió példányt adott el világszerte

## Díjak
A Guinness Rekordok Könyve díjazta a Medal of Honor sorozatot mint Legjobban eladott FPS franchise a Guinness World Records: Gamer's Edition 2008-ban.
| Játék                            | Metacritic                 |
| -------------------------------- | -------------------------- |
| Medal of Honor (1999)            | (PS) 92                    |
| Medal of Honor: Underground      | (PS) 86 (GBA) 46           |
| Medal of Honor: Allied Assault   | (PC) 91                    |
| Medal of Honor: Frontline        | (PS2) 88 (Xbox) 81 (GC) 80 |
| Medal of Honor: Rising Sun       | (GC) 68 (PS2) 68 (Xbox) 65 |
| Medal of Honor: Infiltrator      | (GBA) 80                   |
| Medal of Honor: Pacific Assault  | (PC) 80                    |
| Medal of Honor: European Assault | (PS2) 73 (Xbox) 72 (GC) 71 |
| Medal of Honor: Heroes           | (PSP) 71                   |
| Medal of Honor: Vanguard         | (PS2) 63 (Wii) 56          |
| Medal of Honor: Airborne         | (PC) 78 (PS3) 75 (X360) 73 |
| Medal of Honor: Heroes 2         | (Wii) 73 (PSP) 69          |
| Medal of Honor (2010)            | (PS3) 75 (X360) 74 (PC) 72 |
| Medal of Honor: Warfighter       | (PC) 55 (PS3) 55 (X360) 53 |
| Medal of Honor: Above and Beyond | (PC) 67                    |